# Mai 68, la belle ouvrage
Pour plus de détails, voir Fiche technique et Distribution.
Mai 68, la belle ouvrage est un film français réalisé par Jean-Luc Magneron, sorti en 1969. Le film a bénéficié d'une ressortie en version longue en 2018.

## Synopsis
Jean-Luc Magneron enquête, à chaud, sur les événements de Mai 68, et recueille les témoignages d'inconnus et de personnalités.

## Fiche technique
- Titre : Mai 68, la belle ouvrage
- Réalisation : Jean-Luc Magneron
- Collaboration technique : Commission réalisation des États généraux du cinéma
- Photographie : Robert Lézian
- Son : Antoine Bonfanti
- Production : Loic Magneron
- Société de production et de distribution : Wide Management (ressortie)
- Pays :  France
- Genre : Documentaire
- Durée : 56 minutes / 117 minutes (ressortie)
- Dates de sortie : 
  - France : mai 1969 (Quinzaine des réalisateurs), 25 avril 2018 (ressortie)

## Accueil
Le film a fait l'objet de plusieurs critiques à l'occasion de sa ressortie en 2018. Dominique Widemann évoque un film qui a une « irremplaçable valeur » d'archive. Jacques Mandelbaum pour Le Monde estime que « Jean-Luc Magneron démontre, dans un documentaire édifiant, que l’Etat a réprimé les manifestants de façon systématique et sanglante ».

## Distinctions
Le film a été présenté dans le cadre de la Quinzaine des réalisateurs lors du festival de Cannes 1969.